# 이르밍가르트 폰 바이에른 왕녀

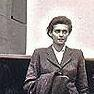
이르밍가르트 폰 바이에른 왕녀

바이에른 공주 이르밍가르트(Princess Irmingard of Bavaria, 1923년 5월 29일 ~ 2010년 10월 23일)는 루프레히트 폰 바이에른 왕세자와 그의 두 번째 아내인 룩셈부르크 공녀 안토니아의 딸이었다. 그녀는 알브레히트 폰 바이에른의 이복 여동생이었다.